# Clap Your Hands Say Yeah

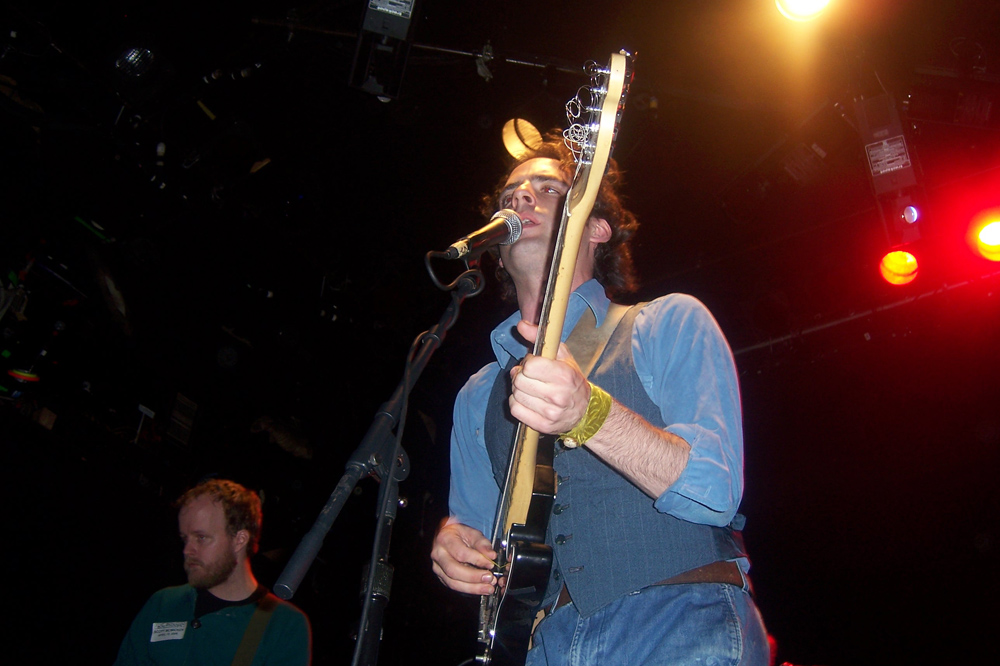
Alec Ounsworth

Clap Your Hands Say Yeah (ofta förkortat CYHSY) är ett amerikanskt indierockband som bildades i New London, Connecticut. Bandmedlemmarna bor i Brooklyn, med undantag för Alec Ounsworth som bor i Philadelphia. Deras debutalbum, Clap Your Hands Say Yeah, släpptes av bandet själva 2005.

## Bakgrund
Bandet, vars medlemmar träffades på Connecticut College, började med att spela konserter på Pianos på Manhattan varje vecka. De är anmärkningsvärda för att uppnå sin inledande berömmelse och kommersiella succé genom internet snarare än genom ett skivbolag. Kort efter släppet av debutalbumet uppmärksammades de av flera MP3-bloggar och en positiv recension från Pitchfork Media, som gav dem utmärkelsen "bästa ny musik". Den följande efterfrågan på albumet var så stor att bandet tvingades trycka upp CD:n igen eftersom den första produktionen var för liten. De fick ännu mer uppmärksamhet efter att David Bowie och David Byrne synts på några av bandets konserter 2005. De hyllades av Rolling Stone som "the Hot New Band" [det nya heta bandet] 2005. 
3 oktober 2005 signades de på det brittiska indiebolaget Wichita Recordings. Bandet släppte sitt andra album, Some Lound Thunder 29 januari 2007 i Storbritannien och 30 januari 2007 i USA. Alec Ounsworth har sagt att han planerar att professionellt spela in några av sina äldre låtar för ett solosläpp innan han tar CYHSY vidare.
18 september 2007 släpptes Live at Lollapalooza 2007: Clap Your Hands Say Yeah på Itunes. Den innehåller bandets hela spelning från Lollapalooza professionellt inspelat 4 augusti 2007.
Bandet har en ganska stor repertoar som sträcker sig utanför deras två albums låtlistor. Flera låter som inte är med på någon av skivorna spelas ofta live, framförallt "My Papa's Waltz" (även känd som "Cigarettes" eller "We Met at the Cemetery"), "Me and Your Watson", "The Sword Song" (endast tillgänglig via Itunes och japansk utgåva), "Wet Dynomite" (även känd som "Pass Along This Way" och "Telling the Truth and Going Away". De har också gjort covers på den traditionella irländska folkvisan "Moonshiner", balladen "Helpless", skriven av Neil Young, och Guided by Voices-låten "Motor Away".

## Sidoprojekt
Frontfiguren Alec Ounsworth har ett soloprojekt, Flashy Python and the Body Snatchers, och har påståtts hålla på att skapa en supergrupp inom indierocken. Under tiden har Greenhalgh extraknäckt som frontfigur för Mr. Brownstone, ett Guns N' Roses-tributeband, till deras splittring i juni 2006. Ounsworth har i en intervju sagt att han planerar att spela in tre album 2008, däribland en barnskiva.
Robbie Guertin designade en t-shirt för Yellow Bird-projektet å bandets vägnar för att samla in pengar till Art for Change, en Brooklyn-baserad välgörenhet.

## Medlemmar
- Alec Ounsworth – gitarr, sång
- Robbie Guertin – gitarr, keyboard, bakgrundssång
- Lee Sargent – gitarr, keyboard, bakgrundssång
- Tyler Sargent – bas, bakgrundssång
- Sean Greenhalgh – trummor, percussion

## Diskografi

### Album
- 2005 – Clap Your Hands Say Yeah (#26 UK)
- 2007 – Some Loud Thunder (#45 UK, #47 US)
- 2007 – Live at Lollapalooza 2007: Clap Your Hands Say Yeah (Itunessläpp)
- 2011 – Hysterical

### EP
- 2006 – Fall 2006 Tour EP (med Architecture in Helsinki och Takka Takka)

### Singlar
- 2005 – Is This Love? (#74 UK)
- 2006 – In This Home on Ice (#68 UK)
- 2006 – The Skin of My Yellow Country Teeth (I UK limiterad vinyl – 1500 kopior)
- 2007 – Satan Said Dance (släppt 19 februari)